# Дубовий ліс (пам'ятка природи)
Дубо́вий ліс — ботанічна пам'ятка природи місцевого значення в Україні. Розташована в межах Чемеровецької селищної громади Кам'янець-Подільського району Хмельницької області, на північний захід від села Слобідка-Смотрицька. 
Площа 4,8 га. Статус дано згідно з рішенням облвиконкому від 16.10.1991 року № 177. Перебуває у віданні: ДП «Кам'янець-Подільський лісгосп» (кв. 2, вид. 2; кв. 9). 
Статус дано для збереження частини природного лісового масиву з насадженнями дуба звичайного віком понад 100 років. 
Пам'ятка природи «Дубовий ліс» входить до складу національного природного парку «Подільські Товтри».